# Hok (Zweden)
Hok is een dorp in de gemeente Vaggeryd in het landschap Småland en de provincie Jönköpings län in Zweden. De plaats heeft 670 inwoners (peildatum 2020) en een oppervlakte van 90 hectare.
Het dorp was vroeger belangrijke plaats in de verwerking van Zweeds ijzer uit Taberg. Het lag aan het spoorlijn tussen Nässjö en Halmstad. Rond 1990 is het oude treinstation gesloopt en in 2004 werd er een nieuw gecombineerde bus- en treinstation gebouwd.
Het dorp heeft ook een school voor kinderen tussen 6-13 jaar.

## Verkeer en vervoer
Bij de plaats loopt de Riksväg 30.
De plaats heeft een station aan de spoorlijn Halmstad - Nässjö.

## Industrie
Hok kent een aantal bedrijven zoals de metaalverwerkers Linto Ab en Isakssons en de houtverwerker Vida. 
Op het grondgebied ligt ook het conferentiecentrum Hooks Herrgard.